# Script of the Bridge
Script of the Bridge — дебютный студийный альбом британского музыкального коллектива The Chameleons.

## Об альбоме
Пластинка была выпущена 1 августа 1983 года на лейбле Statik. Две песни из альбома, «As High as You Can Go» и «A Person Isn’t Safe Anywhere These Days», были изданы в Великобритании в качестве синглов. В целом, критики восприняли запись положительно, рецензент ресурса Allmusic (Нэд Рэггет) присвоил пластинке четыре звезды из пяти возможных; однако редакция журнала Trouser Press отметила, что хоть в альбоме и присутствуют очень приятные моменты, в целом его нельзя назвать выдающимся.

## Список композиций
1. Don’t Fall (4:06)
2. Here Today (3:57)
3. Monkeyland (5:17)
4. Second Skin (6:50)
5. Up the Down Escalator (3:57)
6. Less Than Human (4:16)
7. Pleasure and Pain (5:11)
8. Thursday’s Child (3:32)
9. As High as You Can Go (3:35)
10. A Person Isn’t Safe Anywhere These Days (5:43)
11. Paper Tigers (4:17)
12. View from a Hill (6:40)

## Участники записи
The Chameleons
- Марк Берджисс — бас-гитара, вокал
- Дейв Филдинг — гитара
- Рег Смиттиз — гитара
- Джон Левер — ударные

Другие
- Алистер Лютвейт — клавишные
- Колин Ричардсон — звукорежиссура
- Рег Смитис — оформление альбома